# Rogów Towarowy Wąskotorowy
Rogów Towarowy Wąskotorowy – wąskotorowa stacja kolejowa w Rogowie, w gminie Rogów, w powiecie brzezińskim, w województwie łódzkim, w Polsce. Obsługuje ruch turystyczny. Jest to główna, największa stacja kolejki wąskotorowej z Rogowa do Białej Rawskiej. Mieści się na niej cała infrastruktura techniczna, warsztaty z parowozownią, a także ekspozycja zabytkowych lokomotyw i wagonów.